# Uchaud
Uchaud là một xã trong vùng Occitanie. Xã Uchaud nằm ở khu vực có độ cao trung bình 24 mét trên mực nước biển.